# Ловцкий, Моисей Леопольдович
Моисей Леопольдович Ловцкий, после эмиграции — Мойше Ловцкий, затем Мойжеш Ловцкий (пол. Mojżesz Łowcki; 31 июля 1880 — 1940) — известный в 1910-х годах шахматист, мастер. Погиб в Холокосте.

## Биография
Родился 31 июля (по старому стилю) 1880 года в Каменце-Подольском в семье крупного коммерсанта и мануфактурщика, купца первой гильдии, потомственного почётного гражданина Липы Хаим-Ароновича Ловцкого (1841 — после 1913), который впоследствии открыл ряд филиалов своего посудного предприятия (1871) в различных городах Юго-Западного края и в 1887 году перевёл семью в Киев. Мать — Тинча (Тыня) Шмулевна Ловцкая (1846 — после 1913). Его дядя, сорокский (позже кишинёвский) купец Абрам Аронович Ловцкий, занимался производством и торговлей посудой в Бессарабии — Сороках, Кишинёве и Болграде. Двоюродный брат — врач и учёный-медик Яков Абрамович Ловцкий.
Жил на Подоле, учился в Императорском университете Святого Владимира (1903) и в Лейпциге (1911), после 1-й мировой войны 1914—1918 годов переехал в Варшаву.
Дебютировал в 3-м Всероссийском турнире (1903) — 6—7-е место. В ноябре 1905 года, будучи студентом, участвовал в чемпионате Киева, где занял третье место. В 1911 году выиграл международный турнир в Кёльне и успешно сыграл на турнире в Сан-Ремо — 2-е место (впереди Б. Костича, Д. Пшепюрки, И. Гунсберга и других). В 1912 году участник 3 международных турниров: Аббация — 5-е, Пьештяни — 12-е, Бреслау — 16-е места. В 1913/1914 году на Всероссийском турнире мастеров в Петербурге — 4-е место. Успешно выступил на турнирах в Варшаве: 1916 год — 1—2-e. (с А. Рубинштейном), 1917 год — 2-е место (за Рубинштейном). Участник 4 первенств Польши (1926—1937), лучший результат в 1926 году — 3—7-е место.
После оккупации Польши нацистами шахматные клубы были закрыты. Известный шахматист Франтишек Квицинский организовал зимой 1939—1940 в своей квартире шахматное кафе, где собирались варшавские шахматисты. Во второй половине января в кафе была произведена облава. Ловцкий был арестован вместе с рядом других еврейских шахматистов и отправлен в концлагерь. Был убит в деревне Пальмиры до марта 1940 года.

## Семья
Его брат — композитор, музыковед и музыкальный критик Герман Леопольдович Ловцкий — был женат на сестре философа Льва Шестова, психоаналитике Фане Исааковне Шварцман. Другой брат — Яков Липович (Леопольдович) Ловцкий (1858—?) был врачом в Одессе. Сестра Хая-Сура Липовна Ловцкая с 1884 года была замужем за Гиршем Ноеховичем Лурье (Гершом Ноаховичем Лурия, 1852—?), вольнопрактикующим врачом в Киеве.